# John Deere 3650
Le John Deere 3650 est un tracteur agricole à quatre roues motrices produit par la firme John Deere.
Il est fabriqué dans l'usine allemande du groupe à Mannheim entre 1986 et 1993 et affiche une puissance de 114 ch DIN.

## Historique
En 1956 John Deere rachète les usines allemandes Lanz de Mannheim. Il commence par y fabriquer les petits modèles de tracteurs destinés à l'Europe, mais la puissance des engins produits augmente peu à peu, suivant les besoins de la clientèle dans un contexte où les exploitations agricoles sont moins nombreuses mais plus grandes.
C'est pour faire face à cette demande que John Deere fabrique en Europe les modèles 3050, 3350 et 3650 (92 à 114 ch DIN) alors que les modèles plus puissants de la gamme (4050 à 4850, d'une puissance de 128 à 215 ch DIN) continuent d'être produits aux États-Unis. En outre, le constructeur retient pour ses tracteurs européens des caractéristiques de confort, maniabilité et puissance de relevage exigées par les acheteurs. Le John Deere 3650 est ainsi produit pendant sept ans, de 1988 à 1993.

## Caractéristiques

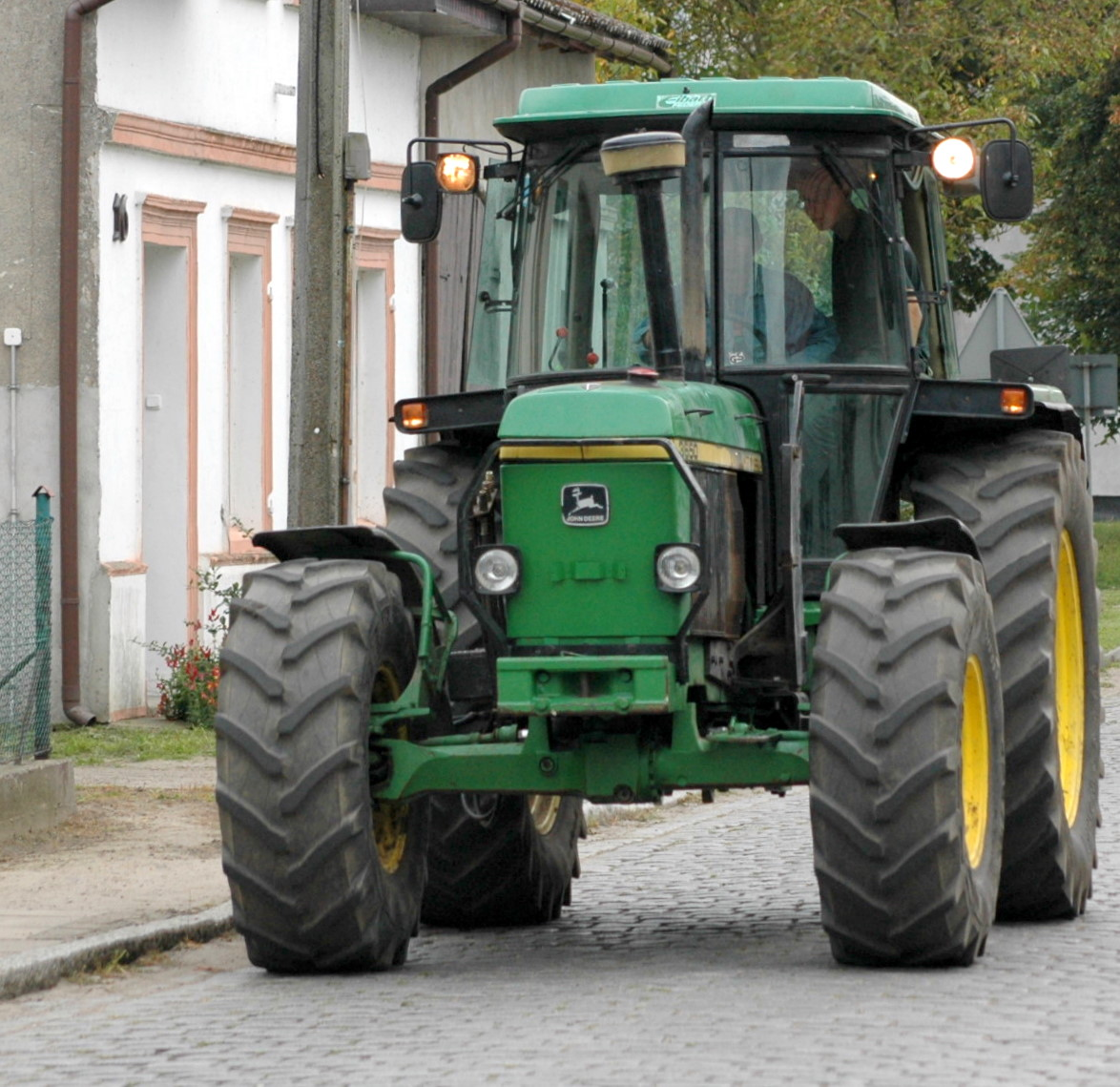
John Deere 3650.

Le John Deere 3650 est équipé d'un moteur Diesel à six cylindres en ligne (course 110 mm et alésage 106,5 mm) à quatre temps, d'une cylindrée totale de 5 883 cm3 ; il est équipé d'un turbocompresseur. Sa puissance est de 114 ch DIN à 2 400 tr/min. Les modèles plus petits de la gamme européenne adoptent le même moteur, mais sans suralimentation. L'utilisation du turbocompresseur sur le 3650 permet notamment de réduire la consommation du moteur, domaine dans lequel John Deere est parfois mis en défaut.
La boîte de vitesses de base comporte huit rapports avant et quatre rapports arrière ; avec l'équipement « Hi-Lo » (amplificateur de couple) de série, le nombre de rapports est doublé : 16 AV et 8 AR. La vitesse maximale du tracteur est limitée à 30,9 km/h.
La série 50 consacre l'abandon définitif du pont avant hydraulique, une technologie séduisante mais au rendement insuffisant, au profit d'un pont avant à traction mécanique entraîné par un arbre axial. Grâce à des doubles cardans et un angle de chasse de 12°, le rayon de braquage du tracteur n'est pas pénalisé.
Un point faible de tous les précédents tracteurs John Deere, y compris ceux fabriqués en Europe, est la capacité insuffisante de leur relevage. Le 3650 y remédie : son relevage lui permet de soulever 5,5 t, une valeur comparable à celle de ses concurrents.
La masse à vide en ordre de marche du tracteur s'établit à 5 125 kg.
Le niveau de confort du tracteur reste excellent grâce à la cabine SG2, évolution encore mieux insonorisée du modèle « Sound Guard ». Les utilisateurs lui reprochent toutefois son exiguïté et la mauvaise tenue dans le temps de ses capitonnages.